# Ataque a Copenhague

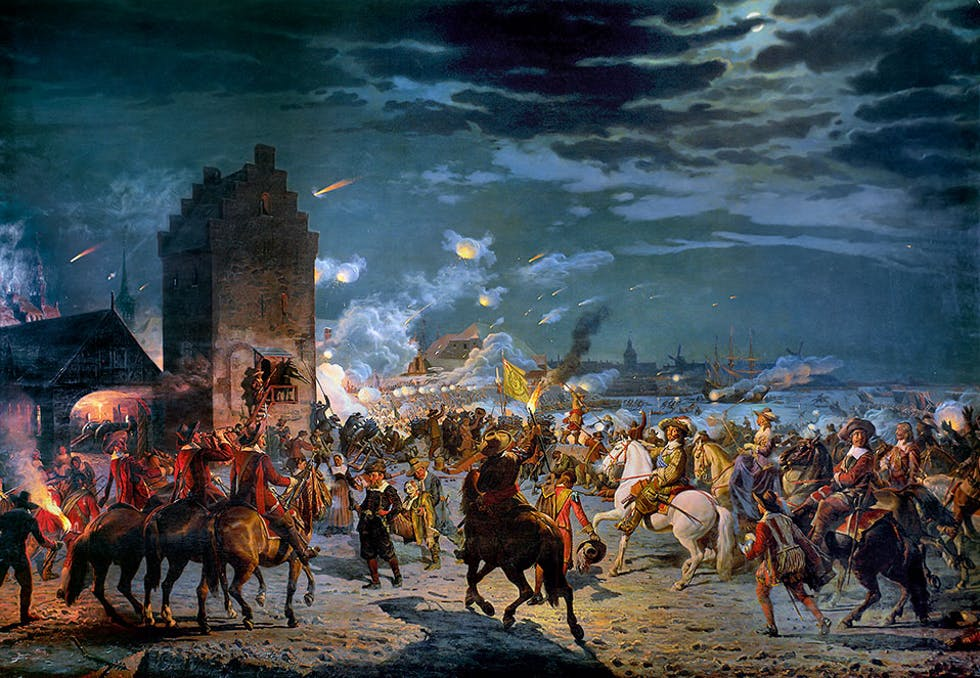
O Ataque à Copenhagen de 1659
por Frederik Christian Lund, em 1887.

O Ataque a Copenhague (em dinamarquês: Stormen på København), ou Batalha de Copenhague, ou ainda Assalto a Copenhague em 11 de fevereiro de 1659 foi uma grande batalha durante a Segunda Guerra do Norte, ocorrida durante o cerco de Copenhague pelo Exército sueco. 

## Visão geral
Durante as Guerras do Norte, o exército sueco comandado por Carlos X Gustav, após invadir o continente dinamarquês da Jutlândia, cruzou rapidamente os estreitos congelados e ocupou a maior parte da ilha dinamarquesa de Zelândia, com a invasão começando em 11 de fevereiro de 1658, forçando os dinamarqueses para pedir a paz.
Um tratado preliminar foi assinado e o tratado final, o Tratado de Roskilde, assinado em 26 de fevereiro de 1658, concedendo à Suécia grandes ganhos territoriais.
O rei sueco, entretanto, não se contentou e no Conselho Privado realizado em Gottorp em 7 de julho, Carlos X Gustav resolveu varrer seu rival inconveniente do mapa da Europa. Sem aviso, e desafiando o tratado internacional, ele ordenou que suas tropas atacassem a Dinamarca-Noruega uma segunda vez.
Os exércitos suecos nunca deixaram a Dinamarca após a paz e já ocuparam toda a Dinamarca, exceto a capital, Copenhagen. Depois de um ataque fracassado, Copenhagen foi sitiada na esperança de quebrar a defesa pela fome. Em outubro de 1658, no entanto, uma frota de ajuda holandesa sob o comando do tenente-almirante Jacob van Wassenaer Obdam derrotou a frota sueca na Batalha do Estreito e suspendeu o bloqueio marítimo para que suprimentos e um exército auxiliar pudessem chegar à capital. Os holandeses eram aliados da Dinamarca nas guerras anglo-holandesas e temiam que o controle sueco do Báltico arruinasse seu lucrativo comércio nesta área.
As muralhas de Copenhagen estavam defendidas com cerca de 300 peças de canhões, morteiros e outras peças de artilharia, enquanto uma diversa mistura de armas, que ia de mosquetes e arcabuzes a estrelas-da-manhã, foices, água fervente e alcatrão tinha sido preparada para a ação.
Artesãos, estudantes e outros civis foram divididos em nove companhias, e cada uma dessas recebeu uma parte do muro para defender. Os soldados profissionais estavam estacionados em trabalhos de campo externas, Kastellet (a Cidadela) e Slotsholmen (a Ilhota do Castelo).
O exército sueco consistia em cerca de 9.000 soldados profissionais, enquanto os defensores dinamarqueses, uma mistura de profissionais, milícias e civis rudes, eram de igual número.

## O ataque
Os suecos iniciaram a ação com um ataque alternativo a Christianshavn e Slotsholmen na noite de 9 de fevereiro. Eles foram repelidos e os suecos deixaram para trás uma de suas pontes de assalto, que os dinamarqueses capturaram e mediram. Eles descobriram que as pontes de assalto suecas tinham 36 pés de comprimento e, portanto, perceberam que poderiam tornar essas pontes inúteis tornando as partes livres de gelo dos fossos mais largas do que isso.
Os fossos e as praias foram mantidos livres de gelo, e agora as zonas livres de gelo foram alargadas para 44 pés com a ajuda de 600 fuzileiros navais holandeses. O gelo era espesso e o trabalho foi feito sob forte nevasca das 4 da tarde até a noite do dia 10 de fevereiro.
Espiões relataram que o exército sueco havia se mudado de seu acampamento, Carlstad, em Brønshøj e assumido posições atrás de Valby Hill, e quando os suecos começaram seu ataque por volta da meia-noite da mesma noite, eles encontraram forte resistência.
Os principais ataques foram feitos contra Christianshavn e Vestervold, mas o gelo picado e o armamento em massa na parede fizeram com que os atacantes compactados pagassem um preço terrível em vidas. Ainda assim, eles lutaram para chegar ao topo da parede, e uma violenta luta corpo a corpo começou.
Quando os suecos perceberam que os ataques na parte oeste do muro estavam com problemas, a escolha foi feita para fazer um ataque de apoio em Østerport. Os suecos chegaram muito perto de Nyboder e estavam em vias de cruzar o fosso, quando foram vítimas de uma emboscada bem conduzida, e se retiraram com pesadas perdas.
Por volta das cinco da manhã, os suecos desistiram e recuaram. Eles sofreram perdas severas. Em frente aos muros, 600 corpos foram contados, e muitos mais morreram na água gelada e nunca foram encontrados. Além disso, havia muitos feridos. Os dinamarqueses sofreram apenas cerca de 14 mortos.

## Consequências
Os holandeses na primavera de 1659 enviaram uma segunda frota e um exército sob o comando do vice-almirante De Ruyter para reforçar ainda mais a cidade e cortar as linhas de abastecimento suecas para que o cerco tivesse de ser totalmente levantado. Depois que Nyborg foi tomada por uma força holandesa-dinamarquesa, as ilhas dinamarquesas foram abandonadas pelos suecos. As negociações foram abertas e o Tratado de Copenhagen foi assinado em 27 de maio de 1660, marcando a conclusão da Segunda Guerra do Norte entre a Suécia e a aliança da Dinamarca com a Comunidade polonesa-lituana. Em conjunto com o Tratado de Roskilde, encerrou uma geração de guerras e estabeleceu as fronteiras atuais da Dinamarca, Noruega e Suécia.